# رباطية خوخية الورق
رباطية خوخية الورق أو أفلوس خوخي الورق (الاسم العلمي Viburnum prunifolium)، الأفلوس جنس جَنْبات من فصيلة المسكية، أوراقها متقابلة، أزهارها عذقية التجميع،
مظلية الشكل. الأزهار العقمية تكون كبيرة، المُخصِبة أصغر منها. أنواعه 120 بين أوروبا وآسيا وأمريكا الشمالية. منها واحد في لبنان.
في الولايات المتحدة الأمريكية تُستعمل قشرة الأفلوس الخوخي حيث تسمى (Black-horn) وتقع في قطع صغيرة غير منتظمة. طعمها مُرّ قابض خفيف الرائحة
شبيه برائحة الناردين. مسحوق القشور بني اللون المسوَدّ.

## المركبات
في قشرة الساق راتنجات (راتنج) عديدة، مُرَّة، يُطلق عليها اسم (Viburnine)،
عفص، حوامض، زيت دهني. وهي مقوية لـ الجهاز العصبي، مُسكنة رحمية وعصبية،
قابضة، مضادة لعسر الطمث.